# José María Borrero
José María Borrero (1879-1931) fue un abogado, orador y político español que tuvo una actuación destacada en las huelgas patagónicas de 1920-1921, acontecimiento conocido como la Patagonia rebelde.

## Biografía
Nació en San Sebastián, Guipúzcoa, el 16 de noviembre de 1879, hijo de Joaquín Borrero y Adelaida Martínez, de familia acaudalada. Estudió en el Seminario Conciliar y Universidad Pontificia de Santiago de Compostela, donde obtuvo el título de Doctor en Teología. Si bien sus intenciones primeras eran convertirse en sacerdote, desistió de esa idea, viajó a Madrid, donde estudió Letras, y luego a Toulouse, Francia, recibiéndose de abogado, y perfeccionándose en latín y filosofía. En Bilbao ejerció la abogacía. Se casó con Florentina Ortiz, con la que tuvo cuatro hijos.
En 1912 viajó a América del Sur, instalándose en Lima (Perú), contratado por la Universidad de San Marcos como profesor. Envuelto en entuertos políticos nunca aclarados, huyó a Chile y en 1914 pasó a la Argentina. A principios de 1916 se radicó en Trelew, Chubut. Sus capacidades oratorias, su carácter polemista, sus ideas de librepensador y sus habilidades como abogado le valieron una súbita fama en la pequeña capital. 
En 1919 se encuentra en Río Gallegos, provincia de Santa Cruz, donde es nombrado apoderado de la Sociedad Anónima, más conocida como  La Anónima , de Mauricio Braun y José María Menéndez Menéndez. Paralelamente participaba en las reuniones de la Federación Obrera local, donde pronunciaba encendidos discursos que agitaban a los militantes obreros. El 28 de diciembre de 1920 La Anónima le revocó sus poderes debido a este juego dual de Borrero.
Apoyó entusiasta y públicamente la primera huelga de los obreros patagónicos, y atacó a través de su periódico bisemanal La Verdad al gobernador Edelmiro Correa Falcón, a la Sociedad Rural y al frigorífico Swift. A pesar de su abierto enfrentamiento con las elites locales, nunca dejaron de aportar su publicidad al periódico de Borrero, lo que dio origen a ciertas suspicacias. Los episodios de "doble moral" de Borrero parecen ser una constante en su vida. En 1928 fue denunciado por su concubina Esperanza Rivera, por haberla abandonado con los tres hijos fruto de la relación. También sus dilatadas y escandalosas denuncias de los negociados de las elites santacruceñas que eran publicadas regularmente en su periódico, tuvieron reflejo en sus propias acciones y sobreprecios con su amigo, el juez Ismael Viñas, que le valieron sanciones judiciales. 
Durante la segunda huelga de 1921, que terminaron en los fusilamientos de obreros patagónicos ordenados por el teniente coronel Héctor Benigno Varela, mantuvo un prudente silencio y se distanció de la Sociedad Obrera de Río Gallegos. Luego de varios meses volvió a la vida activa profesional y también en lo político, participando de actos yrigoyenistas. Trabajó activamente con los radicales y participará del diario El Radical apoyando al gobernador Ángel Ignacio Iza. 
Escribió, estando en el sur patagónico, el único libro que se editó: La Patagonia Trágica, en el cual relata con minuciosos detalles y afirmándose en numerosos artículos periodísticos (de la prensa no comprada por el salvaje capitalismo inglés que operaba en aquellos lares) y transcripciones de los diarios de sesiones del Congreso Nacional, las graves atrocidades que cometieron los estancieros y sus capataces a la peonada criolla y el despoblado de la Patagonia austral, masacrando sin ningún esbozo de civilización a los habitantes originarios de Tierra del Fuego y Santa Cruz, entonces territorios nacionales, onas y tehuelches.
Escribió un segundo libro: Orgía de Sangre, cuyos manuscritos nunca se encontraron. En el mismo continuaría los relatos denunciados en su primera obra.
Luego de probar suerte como estanciero en Puerto Deseado, regresó a Río Gallegos. En 1925, quebrado económicamente, viajó a Buenos Aires. Allí milita en círculos yrigoyenistas y tiene éxito como periodista y abogado. Aprovecha su buena estrella para editar su libro de denuncia sobre las huelgas patagónicas y su posterior masacre de obreros, llamado La Patagonia trágica. La primera edición fue de 10 000 ejemplares y causó un serio impacto. En el libro exoneraba a Varela y a Yrigoyen de las masacres, que no eran descriptas en el libro, sino que se reservaban para una segunda parte que se denominaría Orgía de sangre, que nunca se publicó. Borrero acusaba a la Sociedad Rural y al gobernador Edelmiro Correa Falcón de ser los responsables de los fusilamientos.
Luego viajó a Santiago del Estero como asesor del gobernador Santiago Maradona, donde dirigió el diario oficialista La Mañana. Se enfrentó en una agria polémica con el opositor José María Rodríguez, quien en una reyerta mató a uno de sus hijos, Víctor Borrero, de 23 años. Con el golpe de Estado contra Yrigoyen del 6 de septiembre de 1930, perdió todos sus cargos y regresó a Buenos Aires. Falleció de tuberculosis el 21 de enero de 1931 en Buenos Aires a los 51 años.